# 半山東
半山東（英語：Mid Levels East，代號A02）曾是香港中西區區議會下轄的選區，1994年設立，議席自2021年起懸空至2023年取消，懸空前的區議員為民主黨成員吳兆康。

## 範圍
選區位於半山區，現時包括堅道和羅便臣道沿線，介乎西摩道、衛城道及鴨巴甸街以東至花園道以西一帶，與其相連的選區有中環、山頂、衛城以及東華，投票站設於高主教書院，東面與堅尼地道連接。由於位處傳統半山區住宅區東部，故以半山東為名，投票站設於高主教書院。

## 沿革
現有單議席選區半山東於1994年區議會選舉設立，前身可以追溯到1982年區議會選舉中的半山及山頂單議席選區，該區1985至1991年間定為雙議席，1991年區議會選舉因應半山西選區設立，半山及山頂更名為半山東。1993年港督彭定康推行政改方案，取消區議會委任議席及雙議席選區制度，全面實行單議席單票制，並改由選區分界及選舉事務委員會制定，選區數目隨人口改變而大幅增加，1994年在劃出山頂、衛城選區後，半山東選區吸收部份中環選區近香港動植物公園一帶而形成現有範圍。
1994年區議會選舉，郭家麒代表香港公共醫療醫生協會參選，以近六成得票打敗香港協進聯盟林乾禮。1999年區議會選舉，郭家麒以1,074票打敗香港協進聯盟曹王敏賢851票。
2003年區議會選舉，郭家麒繼續於本區參選，並與其他民主派候選人組成中西區民主力量，對上得到香港島各界聯合會支持的張翼雄，結果郭以1,624票打敗1,186票的張當選。其後2004年立法會選舉，郭於醫學界功能界別當選，成為雙料議員。
2007年區議會選舉，當時人口約18,412人，其中選民有7,568位。郭家麒以專注立法會事務為由未爭取連任，交棒由以泛民區選聯盟名義參選的前香港大律師公會主席梁家傑的夫人陳淑怡，對上再次參選的張翼雄，結果張氏以1,370票打敗1,097票的陳氏當選。
2011年區議會選舉，人口估算約20,337人，其中有7,040位選民。議席由香港島各界聯合會張翼雄、報稱獨立的陳佩怡與民主黨鄧偉中爭奪，最終張翼雄以五成八得票勝過另外兩名對手，成功連任。
2015年區議會選舉，當時估算約18,828人，選民有6,625位。議席由香港島各界聯合會張翼雄與民主黨吳兆康爭奪，吳競選時砲轟張翼雄為「假獨立，真建制」，最終以55票之差險勝對手，為民主派重奪該區議席。值得一提的是，半山東選區包括香港禮賓府，是時任行政長官梁振英所屬的選區，而票站高主教書院更是吳兆康的母校。吳兆康亦與毗鄰的中環選區許智峯更被傳媒稱二人為民主黨的「中區孖寶」。
2019年區議會選舉，本區向人口低於法定下限的東華選區劃出一個街區，以增加該區人口，吳兆康競逐連任，民建聯則派出莫淦森挑戰，結果吳兆康取得57%選票成功連任。2021年4月29日，吳兆康經facebook宣佈辭職，並於5月生效。
議席藉此一直懸空至2023年選舉改革被撤銷，與中環、衛城、山頂、大學、上環及東華合併成中區選區。

## 歷屆議員
| 選區名稱   | 屆別                  | 議員     | 政治聯繫 | 政治聯繫             | 議員                                     | 政治聯繫                                 | 政治聯繫                                 |
| ---------- | --------------------- | -------- | -------- | -------------------- | ---------------------------------------- | ---------------------------------------- | ---------------------------------------- |
| 半山及山頂 | 1982年－1985年        | 唐家榮   |          | 無黨籍               | 定為單議席選區                           | 定為單議席選區                           | 定為單議席選區                           |
| 半山及山頂 | 1985年－1988年        | 唐家榮   | 陳慧芳   | 無黨籍               |                                          | 無黨籍                                   |                                          |
| 半山及山頂 | 1988年－1991年        | 林乾禮   | 陳慧芳   | 無黨籍               |                                          | 無黨籍                                   |                                          |
| 半山東     | 1991年－1994年        | 林乾禮   | 周偉強   | 無黨籍               |                                          | 港 港同盟                                |                                          |
| 半山東     | 1994年－1999年        | 郭家麒   |          | 香港公共醫療醫生協會 | 分拆出山頂、 衛城選區後， 定為單議席選區 | 分拆出山頂、 衛城選區後， 定為單議席選區 | 分拆出山頂、 衛城選區後， 定為單議席選區 |
| 半山東     | 2000年－2003年        | 郭家麒   |          | 無黨籍               | 分拆出山頂、 衛城選區後， 定為單議席選區 | 分拆出山頂、 衛城選區後， 定為單議席選區 | 分拆出山頂、 衛城選區後， 定為單議席選區 |
| 半山東     | 2004年－2007年        | 郭家麒   |          | 中西區民主力量       | 分拆出山頂、 衛城選區後， 定為單議席選區 | 分拆出山頂、 衛城選區後， 定為單議席選區 | 分拆出山頂、 衛城選區後， 定為單議席選區 |
| 半山東     | 2008年－2011年        | 張翼雄   |          | 港島聯               | 分拆出山頂、 衛城選區後， 定為單議席選區 | 分拆出山頂、 衛城選區後， 定為單議席選區 | 分拆出山頂、 衛城選區後， 定為單議席選區 |
| 半山東     | 2012年－2015年        | 張翼雄   |          | 港島聯               | 分拆出山頂、 衛城選區後， 定為單議席選區 | 分拆出山頂、 衛城選區後， 定為單議席選區 | 分拆出山頂、 衛城選區後， 定為單議席選區 |
| 半山東     | 2016年－2019年        | 吳兆康   |          | 民主黨               | 分拆出山頂、 衛城選區後， 定為單議席選區 | 分拆出山頂、 衛城選區後， 定為單議席選區 | 分拆出山頂、 衛城選區後， 定為單議席選區 |
| 半山東     | 2020年－2021年4月30日 | 吳兆康   |          | 民主黨               | 分拆出山頂、 衛城選區後， 定為單議席選區 | 分拆出山頂、 衛城選區後， 定為單議席選區 | 分拆出山頂、 衛城選區後， 定為單議席選區 |
| 半山東     | 2021年5月1日－2023年  | 議席懸空 | 議席懸空 | 議席懸空             | 分拆出山頂、 衛城選區後， 定為單議席選區 | 分拆出山頂、 衛城選區後， 定為單議席選區 | 分拆出山頂、 衛城選區後， 定為單議席選區 |

## 歷屆選舉結果
| 政党   | 政党   | 候选人    | 票数  | %     | ±      |
| ------ | ------ | --------- | ----- | ----- | ------ |
|        | 民建聯 | 1. 莫淦森 | 1,993 | 42.72 | 不適用 |
|        | 民主黨 | 2. 吳兆康 | 2,672 | 57.28 | ▲6.36  |
| 多数票 | 多数票 | 多数票    | 679   | 14.56 | ▲12.72 |

| 政党   | 政党             | 候选人    | 票数  | %     | ±      |
| ------ | ---------------- | --------- | ----- | ----- | ------ |
|        | 民主黨           | 1. 吳兆康 | 1,521 | 50.92 | 不適用 |
|        | 香港島各界聯合會 | 2. 張翼雄 | 1,466 | 49.08 | ▼8.96  |
| 多数票 | 多数票           | 多数票    | 55    | 1.84  | ▼18.61 |

| 政党   | 政党             | 候选人               | 票数  | %     | ±      |
| ------ | ---------------- | -------------------- | ----- | ----- | ------ |
|        | 香港島各界聯合會 | 1. 張翼雄            | 1,432 | 58.04 | ▲2.52  |
|        | 獨立             | 2. 陳淑怡 (阮陳淑怡) | 108   | 4.38  | 不適用 |
|        | 民主黨           | 3. 鄧偉中            | 927   | 37.57 | 不適用 |
| 多数票 | 多数票           | 多数票               | 505   | 20.47 | ▲9.30  |

| 政党   | 政党             | 候选人               | 票数  | %     | ±      |
| ------ | ---------------- | -------------------- | ----- | ----- | ------ |
|        | 獨立             | 1. 陳淑怡 (阮陳淑怡) | 1,097 | 44.47 | 不適用 |
|        | 香港島各界聯合會 | 2. 張翼雄            | 1,370 | 55.53 | ▲13.32‬ |
| 多数票 | 多数票           | 多数票               | 273‬   | 11.07 | ▼4.52  |

| 政党   | 政党             | 候选人    | 票数  | %     | ±      |
| ------ | ---------------- | --------- | ----- | ----- | ------ |
|        | 香港島各界聯合會 | 1. 張翼雄 | 1,186 | 42.21 | 不適用 |
|        | 中西區民主力量   | 2. 郭家麒 | 1,624 | 57.79 | ▲2.00  |
| 多数票 | 多数票           | 多数票    | 438‬   | 15.59 | ▲4.01  |

| 政党   | 政党   | 候选人               | 票数  | %     | ±      |
| ------ | ------ | -------------------- | ----- | ----- | ------ |
|        | 獨立   | 1. 郭家麒            | 1,074 | 55.79 | 不適用 |
|        | 港進聯 | 2. 王敏賢 (曹王敏賢) | 851   | 44.21 | ▲3.60  |
| 多数票 | 多数票 | 多数票               | 223   | 11.58 | ▼6.20  |

| 政党   | 政党                 | 候选人 | 票数  | %     | ±      |
| ------ | -------------------- | ------ | ----- | ----- | ------ |
|        | 香港公共醫療醫生協會 | 郭家麒 | 1,018 | 59.39 | 不適用 |
|        | 港進聯               | 林乾禮 | 696   | 40.61 | 不適用 |
| 多数票 | 多数票               | 多数票 | 223   | 18.78 | 不適用 |

## 資料來源與註釋
1. ↑   (PDF).   [2019-12-06]. （原始内容存档 (PDF)于2019-12-06）.
2. 1 2   (PDF). 香港特區政府憲報.   [2019-12-06]. （原始内容 (PDF)存档于2020-08-20）.
3. ↑   (PDF). 選舉管理委員會. 2015-10-06  [2015-11-08]. （原始内容存档 (PDF)于2015-12-02）.
4. ↑  . 2015年區議會選舉網站. 2015-10-06  [2015-11-08]. （原始内容存档于2015-11-12）.
5. ↑  . 頭條日報. 2019-11-25  [2019-12-27]. （原始内容存档于2019-12-27）.
6. ↑  . 星島日報. 2019-11-25  [2021-02-08]. （原始内容存档于2019-12-28）.
7. ↑  林劍. . 香港01. 2021-04-29  [2021-07-21]. （原始内容存档于2021-07-21）.